# デザートキング
デザートキング (Desert King) は、アイルランドの競走馬。グランディ以来22年ぶりとなるアイルランド2冠を達成した。

## 経歴
2歳時にはアイルランドの2歳最強決定戦であるナショナルステークスに優勝。3歳時にはアイリッシュ2000ギニーとアイリッシュダービーに勝利して、グランディ以来22年ぶりにアイルランド2冠を達成した。
2冠を制した後は距離に不安があったため3冠最後のアイリッシュセントレジャーには向かわず、10ハロン路線のインターナショナルステークスへ向かった。インターナショナルステークスではボスラシャムやベニーザディップにこそ先着するが、シングスピールには後れをとり2着に敗れた。続くアイリッシュチャンピオンステークスでもアルハース以下を14馬身つきはなす走りを見せたが、前にはさらにピルサドスキーがおり、またもや2着であった。同レースをもって引退・種牡馬入りし、同期のイギリスダービー馬ベニーザディップと同様、いわゆる「ヴィンテージ世代」には勝つことが出来なかった。
2021年8月11日、死去。27歳没。

## 種牡馬として
自身は距離不安によりアイリッシュセントレジャーを回避したが、産駒にはメルボルンカップ3連覇のマカイビーディーヴァや、ゴールドカップやロワイヤルオーク賞に優勝したミスターディノスなど長距離で活躍した馬もいる。なお、日本でも供用されたが、日本では地方競馬も含めて重賞勝ち馬を出せなかった。

### 主な産駒
- Makybe Diva（1999年生 メルボルンカップ3勝などG1競走7勝）
- Mr Dinos（1999年生 ゴールドカップ、ロワイヤルオーク賞）
- Desert War（2000年生 エプソムハンデキャップ2勝などG1競走5勝）
- Darsalam（2001年生 ラインラントポカル）
- Lachlan River（2001年生 クイーンズランドダービー）
- Chelsea Rose（2002年生 モイグレアスタッドステークス）

## 血統表
| デザートキング (Desert King)の血統（ダンジグ系 / Northern Dancer 3×3=25%、Natalma 4×4×4=18.75%） | デザートキング (Desert King)の血統（ダンジグ系 / Northern Dancer 3×3=25%、Natalma 4×4×4=18.75%） | デザートキング (Desert King)の血統（ダンジグ系 / Northern Dancer 3×3=25%、Natalma 4×4×4=18.75%） | （血統表の出典） | （血統表の出典） |
| 父 *デインヒル Danehill 1986 鹿毛                                                                | 父の父Danzig 1977 鹿毛                                                                           | Northern Dancer                                                                                  | Nearctic         | Nearctic         |
| 父 *デインヒル Danehill 1986 鹿毛                                                                | 父の父Danzig 1977 鹿毛                                                                           | Northern Dancer                                                                                  | Natalma          |                  |
| 父 *デインヒル Danehill 1986 鹿毛                                                                | 父の父Danzig 1977 鹿毛                                                                           | Pas de Nom                                                                                       | Admiral's Voyage | Admiral's Voyage |
| 父 *デインヒル Danehill 1986 鹿毛                                                                | 父の父Danzig 1977 鹿毛                                                                           | Pas de Nom                                                                                       | Petitioner       |                  |
| 父 *デインヒル Danehill 1986 鹿毛                                                                | 父の母Razy Ana 1981 鹿毛                                                                         | His Majesty                                                                                      | Ribot            | Ribot            |
| 父 *デインヒル Danehill 1986 鹿毛                                                                | 父の母Razy Ana 1981 鹿毛                                                                         | His Majesty                                                                                      | Flower Bowl      |                  |
| 父 *デインヒル Danehill 1986 鹿毛                                                                | 父の母Razy Ana 1981 鹿毛                                                                         | Spring Adieu                                                                                     | Buckpasser       | Buckpasser       |
| 父 *デインヒル Danehill 1986 鹿毛                                                                | 父の母Razy Ana 1981 鹿毛                                                                         | Spring Adieu                                                                                     | Natalma          |                  |
| 母 Sabaah 1988 栗毛                                                                              | 母の父Nureyev 1977 鹿毛                                                                          | Northern Dancer                                                                                  | Nearctic         | Nearctic         |
| 母 Sabaah 1988 栗毛                                                                              | 母の父Nureyev 1977 鹿毛                                                                          | Northern Dancer                                                                                  | Natalma          |                  |
| 母 Sabaah 1988 栗毛                                                                              | 母の父Nureyev 1977 鹿毛                                                                          | Special                                                                                          | Forli            | Forli            |
| 母 Sabaah 1988 栗毛                                                                              | 母の父Nureyev 1977 鹿毛                                                                          | Special                                                                                          | Thong            |                  |
| 母 Sabaah 1988 栗毛                                                                              | 母の母Dish Dash 1979 鹿毛                                                                        | Bustino                                                                                          | Busted           | Busted           |
| 母 Sabaah 1988 栗毛                                                                              | 母の母Dish Dash 1979 鹿毛                                                                        | Bustino                                                                                          | Ship Yard        |                  |
| 母 Sabaah 1988 栗毛                                                                              | 母の母Dish Dash 1979 鹿毛                                                                        | Loose Cover                                                                                      | *ヴェンチア      | *ヴェンチア      |
| 母 Sabaah 1988 栗毛                                                                              | 母の母Dish Dash 1979 鹿毛                                                                        | Loose Cover                                                                                      | Nymphet F-No.1-k |                  |